# Rakitno polje
Rakitno polje (još i Rakitsko polje) je krško polje u Bosni i Hercegovini.
Nalazi se u zapadnoj Hercegovini jugoistočno od Duvanjskog polja. Pruža se pravcem sjeverozapad-jugoistok. Dugo je 8,5, a široko 3 kilometra, površine oko 15 km2. Poljem teče Ugrovača (pritoka Lištice) koja ga povremeno plavi. Nadmorska visina polja je između 880 i 920 metara nadmorske visine. Zapadno od njega je Posuško polje, a na istoku planina Čabulja. 

## Vanjske poveznice
- Ptice - Rakitno  Arhivirana inačica izvorne stranice od 23. ožujka 2014. (Wayback Machine)